# Крістіна Шмігун-Вяхі
Крістіна Шмігун-Вяхі (ест. Kristina Šmigun-Vähi, 23 лютого 1977) — естонська лижниця, дворазова олімпійська чемпіонка, чемпіонка світу.
Крістіна Шмігун народилася у родині лижників. Її тренує батько, Анатолій Шмігун. Впродовж своєї кар'єри Крістіна вигравала 16 гонок Кубка світу і ще 33 рази підіймалася на подіум.
З 1994 по 2010 брала участь у всіх Олімпійських іграх. Найбільший успіх прийшов до неї на Олімпійських іграх у Турині. Вигравши дуатлон, вона стала першою естонською олімпійською чемпіонкою зимових Олімпіад. Ще через 4 дні вона перемогла в гонці на 10 км класичним стилем.
На Олімпіаді у Ванкувері Шмігун-Вяхі виборола свою третю олімпійську медаль — срібло в гонці на 10 км вільним стилем.
Сім разів була визнана найкращою спортсменкою Естонії.